# Pumenengo
Pumenengo – miejscowość i gmina we Włoszech, w regionie Lombardia, w prowincji Bergamo.
Według danych na styczeń 2009 gminę zamieszkiwały 1662 osoby przy gęstości zaludnienia 178,7 os./1 km².